# Bärentobel (Naturschutzgebiet)
Der Bärentobel ist ein Naturschutzgebiet (NSG-Nummer 1.116) im Gebiet der Stadt Uhingen im Landkreis Göppingen in Baden-Württemberg. Mit Verordnung  vom 10. Oktober 1983 hat das Regierungspräsidium Stuttgart das Gebiet unter Naturschutz gestellt.

## Lage
Das Schutzgebiet liegt rund einen Kilometer östlich des Ortsteils Nassach der Stadt Uhingen. Der durch den Bärentobel fließende Bärentobelbach ist ein linksseitiger Seitenbach der Nassach.
Das Naturschutzgebiet liegt im Naturraum 107-Schurwald und Welzheimer Wald innerhalb der naturräumlichen Haupteinheit 10-Schwäbisches Keuper-Lias-Land. Es wird ergänzt durch das Landschaftsschutzgebiet Nassachtal und ist Teil des 2.520 Hektar großen FFH-Gebiets Nr. 7222341 Schurwald.

## Schutzzweck
Schutzzweck ist die Erhaltung der sehr wertvollen, kaum berührten felsigen Schlucht einschließlich ihrer Seitenklingen, mit ihren Felsbildungen und ihrer naturnahen, artenreichen Pflanzenwelt. Sie verläuft im Wesentlichen im Stubensandstein, nur an ihrem untersten Ende treten die Oberen Bunten Mergel zu Tage.
Besonders bemerkenswert ist der Bärentobel vor allem wegen seiner Pflanzenwelt, und zwar in erster Linie wegen des Reichtums an Farnpflanzen. Nachgewiesen wurden:
- Frauenfarn
- Wurmfarn
- Dornfarn
- Tüpfelfarn (selten)
- Buchenfarn (bemerkenswertes Massenauftreten dieser zwar nicht extrem seltenen, aber doch erst recht nicht zu den häufigen Pflanzen gehörenden Farnes)
- Eichenfarn (seltener)
- Rippenfarn (einer der wenigen Standorte in Württemberg außerhalb des Schwarzwaldes),
- Adlerfarn
- Blasenfarn
- Braunstieliger Milzfarn.

Beachtenswert ist ferner der außerhalb des Schwarzwaldes in Württemberg nur selten auftretende Tannenbärlapp und im untersten Teil der Schlucht der Winterschachtelhalm.